# Katholisch-Soziales Institut

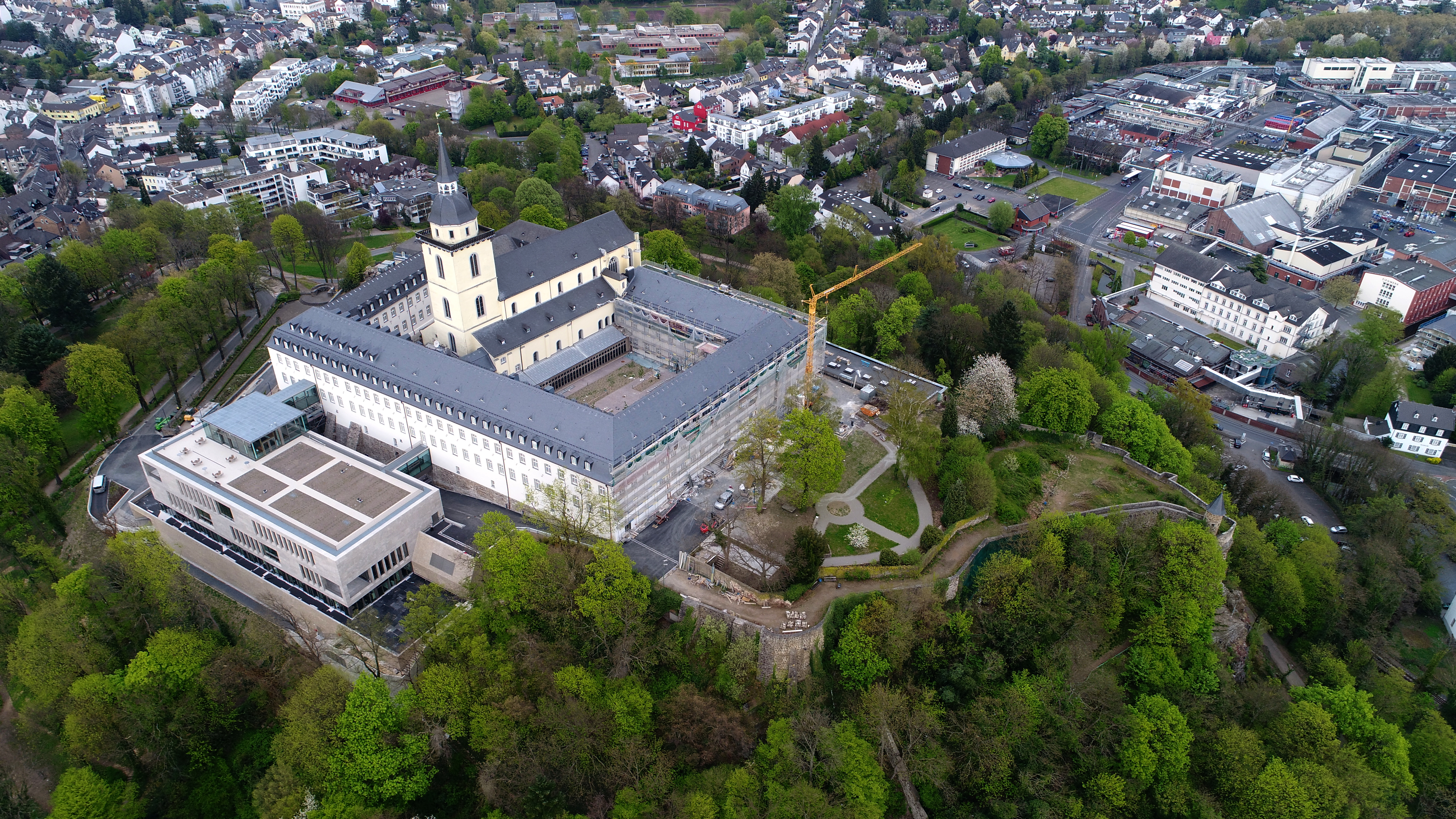
Michaelsberg, aus der Vogelperspektive (2017)

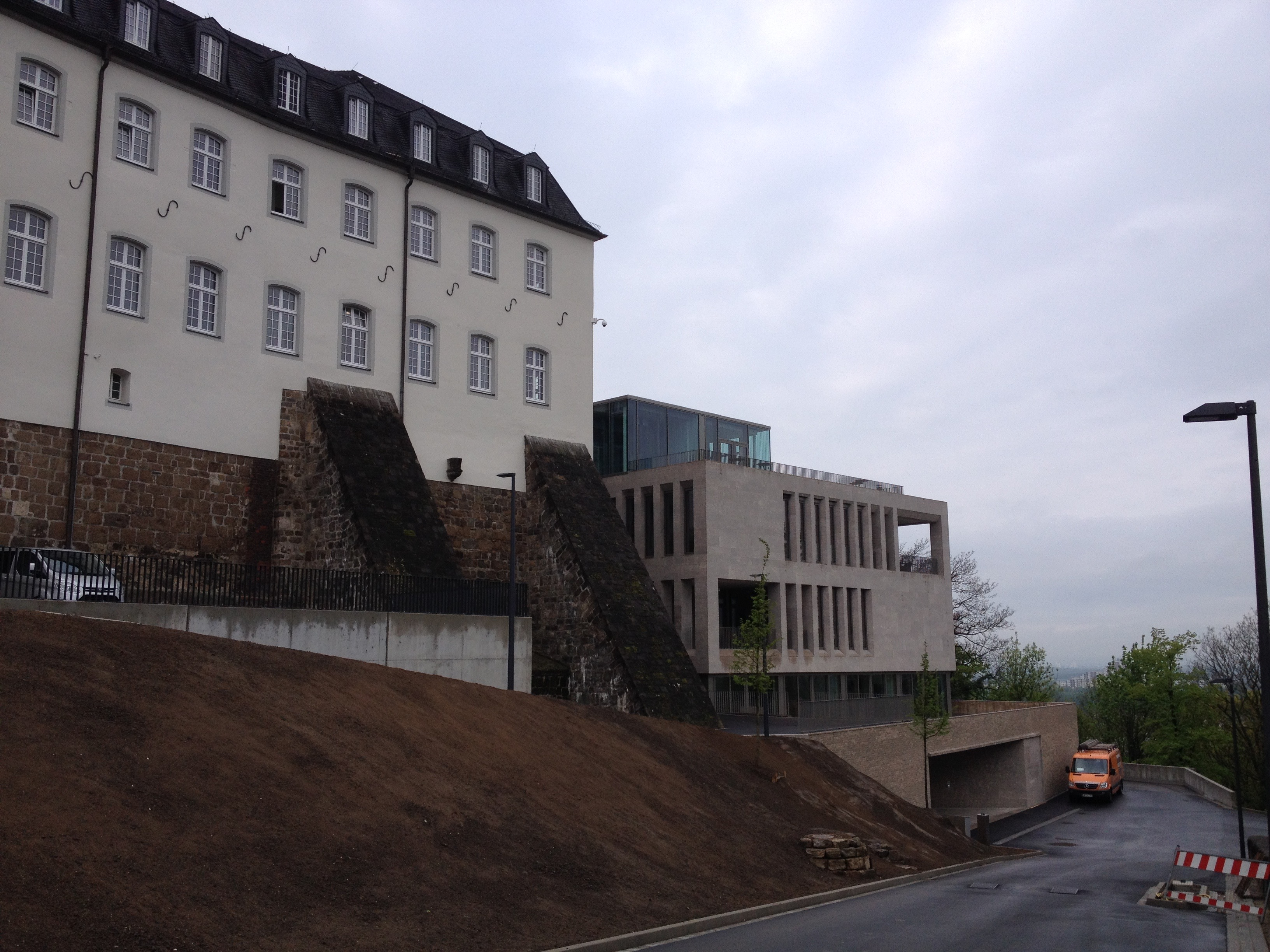
Das neue Institutsgebäude auf dem Michaelsberg in Siegburg, im Mai 2017

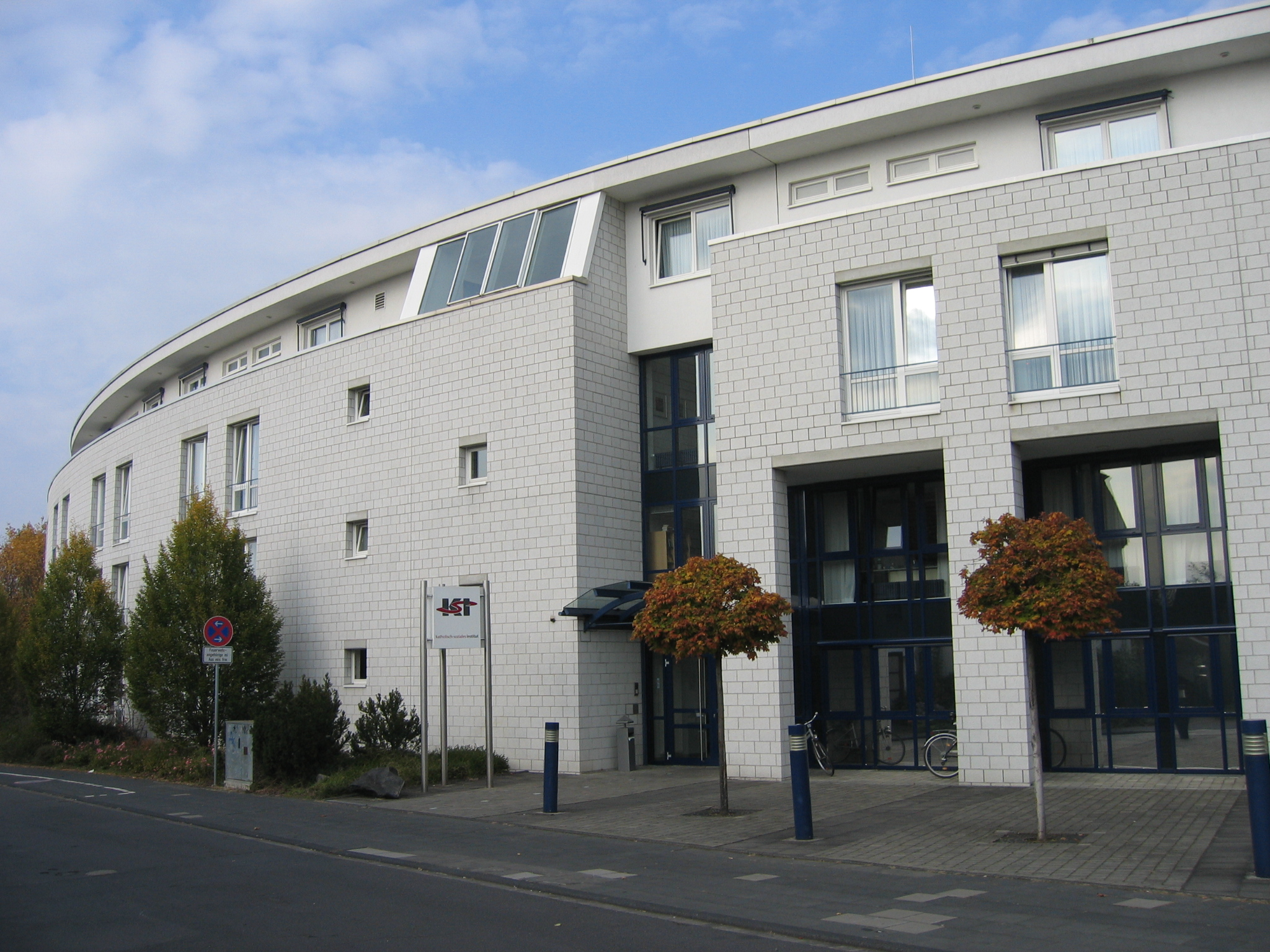
Das ehemalige Institutsgebäude in Bad Honnef, im Oktober 2007

Das Katholisch-Soziale Institut (KSI) der Erzdiözese Köln  wurde am 18. Oktober 1947 von Joseph Kardinal Frings als „Stätte der Erwachsenen-/Weiterbildung auf der Grundlage der katholischen Soziallehre“ gegründet. Träger ist das Erzbistum Köln. Seit 1952 befand es sich in Bad Honnef und wurde Anfang 2017 nach Siegburg verlegt. In Bad Honnef hatte das Institut 70 Mitarbeiter (darunter 13 Auszubildende) und jährlich rund 21.000 Gäste. Beachtenswert waren hier auch die von Ewald Mataré gestaltete Kapelle sowie die vielfältigen Kunstobjekte auf dem Grundstück in Bad Honnef und im Haus mit dem Fokus der „Kunstoase“.

## Geschichte und Aufgaben
Das früher genutzte Ursprungsgebäude des KSI in Bad Honnef, gelegen auf dem sogenannten Fuckenberg oder Olligsberg am nördlichen Rande des Stadtteils Selhof, wurde bereits 1896 vom Erzbistum Köln angekauft und hat seitdem vielfache Erweiterungen erfahren und veränderte Aufgaben übertragen bekommen. 1906 wurde der – erstmals 1720 erwähnte und auf eine frühere, ab 1678 nachgewiesene Besitzung zurückgehende sowie ab 1844 im Besitz der Freiherren von Proff zu Irnich befindliche Hof – durch den Diözesanbaumeister Franz Statz erweitert, wobei auch eine Kapelle entstand. Zunächst war es Erholungsheim für Priester, 1920 wurde es in St. Antoniusstift umbenannt und im folgenden Jahrzehnt mehrfach ausgebaut. Im Zweiten Weltkrieg war es 1942 bis 1945 ein ausgelagertes Priesterseminar – hier erreichte den Regens Joseph Frings die Nachricht von seiner Wahl zum Kölner Erzbischof – und zuletzt bis 1952 Altenheim. Seitdem war das KSI in Bad Honnef ansässig.
Das KSI wird von einem hauptamtlichen Direktor, André Schröder (seit 2014 [kommissarisch]), und einem Vorstand aus acht Kuratoriumsmitgliedern geleitet. Dem 21-köpfigen Kuratorium gehören auch Vertreter nicht kirchlicher Institutionen an.
Es ist eine Einrichtung mit dem Aufgabenschwerpunkt „Arbeitnehmerbildung“. Sein Auftrag lautet:
- Menschen zu einem christlichen, wertbezogenen Handeln zu befähigen,
- an der Erarbeitung von Leitbildern mitzuwirken sowie
- Ort des Dialogs zwischen den gesellschaftlichen Gruppen und Kräften zu sein.

Es führte bis in die 1990er-Jahre Kurse für Arbeitnehmer vornehmlich in Verbindung mit der Katholischen Arbeitnehmerbewegung durch. 1954 wurden die „Jahreslehrgänge für Arbeitnehmer/innen“ ins Leben gerufen, die später als „Fortbildung zum/zur Sozialsekretär/in“ weitergeführt wurden. Seit 2004 ist diese Ausbildungsform zu einer Art Baukasten „berufsbegleitender Weiterbildungen“ modifiziert worden und beinhaltet heute unterschiedliche Qualifikationen wie z. B. „Ethik“, „Berufsbetreuung“, „Medienkompetenz“ oder gesellschaftspolitische Bildung.
Nach drei Neu- bzw. Erweiterungsbauten – 1954, 1965 und 1996 – führt das Institut jährlich rund 400 Bildungsmaßnahmen durch. Im Zentrum stehen Kurse zu Gesellschaft, Politik und Kultur, für Mitarbeitende und Führungskräfte der Caritas- und der Sozialverbände, Rechtsschutzsekretäre, Migrations- und Sozialberater, Senioren, Betriebsräte, Priester und Bedienstete der kirchlichen Verwaltung.
Einen besonderen Schwerpunkt der Arbeit des Hauses sind die Tagungen und Seminare für Mitarbeitervertreter im kirchlich-caritativen Dienst. In diesen Kursen findet seit 1975 eine Auseinandersetzung mit den Zielen, Problemen und Handlungsmaximen der MAV-Arbeit statt. Zentrale Themen sind zudem Arbeits-, Sozial- und MAV-Recht sowie methodische Hilfen für die konkrete Arbeit.
In den 1990er-Jahren wurde das KSI zum Medien-Kompetenz-Zentrum des Erzbistums Köln ausgebaut und bekam zwei EDV-Schulungsräume sowie ein Rundfunk- und Fernsehstudio. In Seminaren und Trainings werden seitdem Medientechnik, -Kommunikation und Mediengestaltung eingeübt und diskutiert.
Im Zuge einer kontinuierlichen Weiterentwicklung des KSI-Konzeptes wurden in den letzten Jahren Sommerakademien, Zyklen zu bedeutenden kirchlichen Feiertagen sowie künstlerische und kulturelle Rahmenprogramme entwickelt. Die Vernissagen, Filmfrühstücke, Kulturreisen und „Vivents“ sind inzwischen einem breiten Publikum bekannt. 
Am 23. Januar 2012 gab das Erzbistum Köln bekannt, dass das Katholisch-Soziale Institut seinen Standort in die Gebäude der aufgehobenen Benediktiner-Abtei auf dem Michaelsberg in Siegburg verlegen werde. Die letzte Veranstaltung in Bad Honnef war am 8. Januar 2017. Der Umzug nach Umbaumaßnahmen in den Abteigebäuden fand Anfang 2017 statt, die Eröffnung nahmen am 4. Mai 2017 Bundeskanzlerin Angela Merkel und Erzbischof Rainer Kardinal Woelki vor.  Die Gebäude in Bad Honnef wurden an eine Investorengruppe aus der Hotel- und Gesundheitsbranche verkauft; dort soll eine psychosomatische Klinik untergebracht werden.
Im Frühsommer 2024 kam es zu einem massiven Streit um die Nachfolge des aus Altersgründen ausscheidenden Direktors Ralph Bergold, in dessen Verlauf Anfang Juni 2024 fünf Mitglieder des Kuratorium des Instituts aus Protest gegen die Personalpolitik Erzbischof Woelkis zurücktraten. Woelki hatte mithilfe seines Generalvikars Guido Assmann versucht, seinen Wunschkandidaten Elmar Nass, den Prorektor der Kölner Hochschule für Katholische Theologie (KHKT), ohne reguläre Ausschreibung an dem Gremium vorbei durchzusetzen. Nach weiteren Protesten versprach der Kuratoriumsvorsitzende Markus Hofmann, selbst ein früherer Generalvikar Woelkis, die Vorstellungen der Professoren bei der Bistumsleitung vorzulegen. Zum kommissarischen Leiter des Instituts wurde daraufhin André Schröder eingesetzt und der Direktorenposten blieb vorerst vakant.

## Kardinal-Frings-Medaille

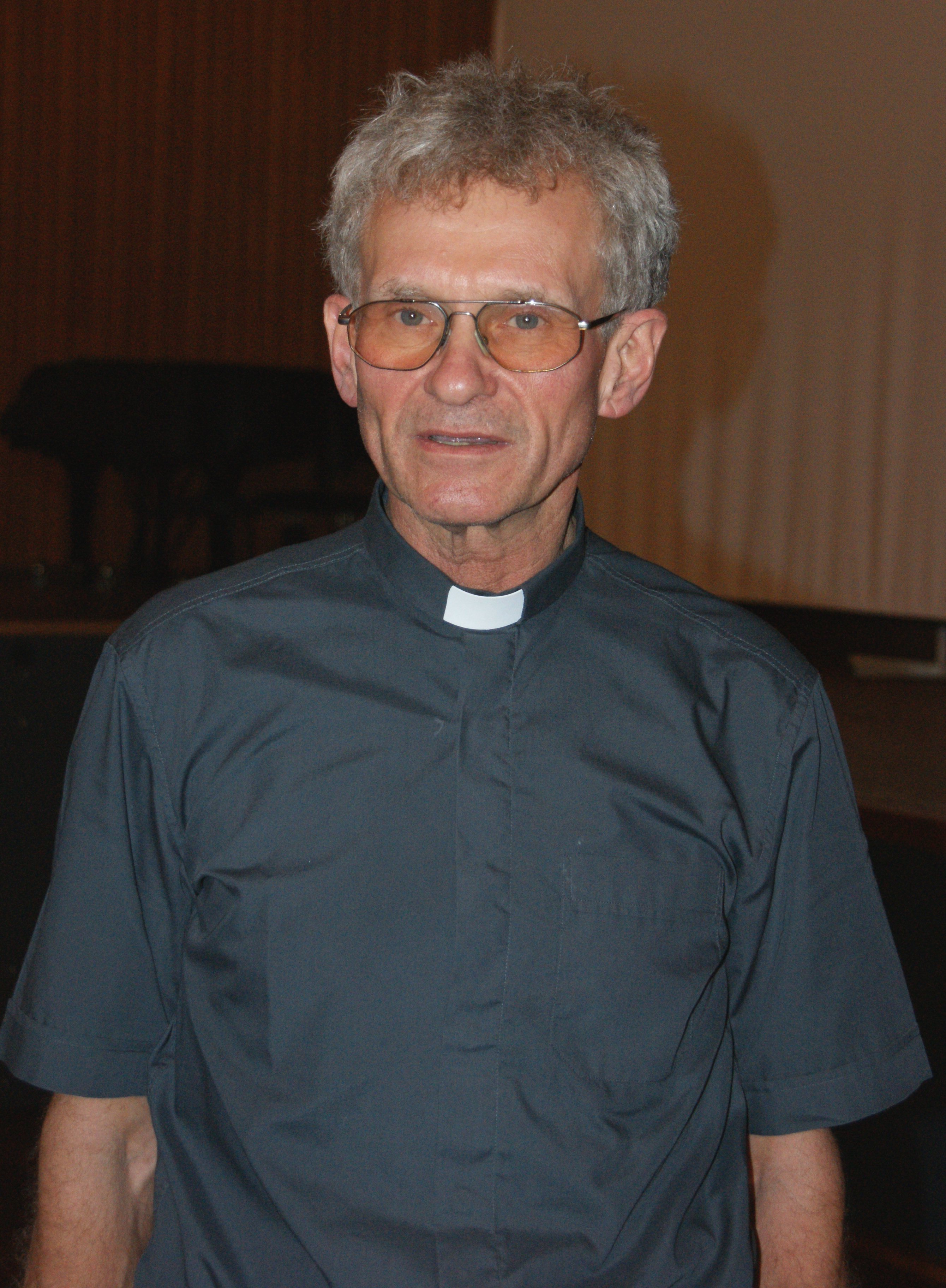
Franz Meurer, 2011

Seit 1990 verleiht das KSI die Kardinal-Frings-Medaille an Personen, die im politischen und gesellschaftlichen Leben engagiert sind und überzeugend christliche Werte vertreten. Preisträger sind bislang unter anderem Erwin Teufel, der Köln-Vingster Pfarrer Franz Meurer, Schwester Karoline Mayer (2008), die Gründerin des „Casa Angela“ in Bad Münstereifel, Marlene Büchel (2012), der Verein „Kunst hilft geben für Arme und Wohnungslose in Köln e. V.“ (2022) sowie Bärbel Ackerschott, Gründerin des „Notel“ in Köln  (Notschlafstelle für obdachlose Drogenabhängige) (2024).

## Sonstige Aktivitäten
Als Kooperationspartner und technischer Dienstleister unterstützt das KSI die offiziellen TV-Lehrredaktionen der Universität Bonn und der Internationalen Hochschule Bad Honnef - Bonn. Die dabei entstehenden Fernsehbeiträge strahlt das Institut über den landesweiten TV-Lernsender nrwision aus.
Das Institut verleiht außerdem alle zwei Jahre die Honnefer Zündkerze, den ersten deutschen Kirchenkabarettpreis für Einzelpersonen oder Gruppen, der mit 2500 Euro (aus Sponsorengeldern) ausgestattet ist und für 2012 zum dritten Mal ausgelobt wurde. Das Honnefer Publikum verleiht dazu einen Publikumspreis. 
Bisherige Preisträger
- 2008: Klüngelbeutel
- 2010: Duo Camillo
- 2012: Ulrike Böhmer